# 陳劭竑
陳劭竑，台灣歌仔戲鼓師，從小在歌仔戲劇團「明華園」學習歌仔戲司鼓藝術。
歌仔戲司鼓作品有《白蛇傳》（2006年版、2007年版）、《蓬萊大仙》（2007年版）、《鴨母王》（2007年版）、《乘願再來》（2007年版）等。
這幾出歌仔戲大型舞台公演的實況錄影都已經出版，他的名字和職稱在說明書和DVD字幕都看得到。